# Route nationale 597
Die N597 war von 1933 bis 1973 eine französische Nationalstraße, die in zwei Teilen zwischen Rignac und der N88 südöstlich von Naucelle verlief. Ihre Gesamtlänge betrug 36 Kilometer.